# Phrynarachne papulata aspera
Phrynarachne papulata là một phân loài nhện trong họ Thomisidae.
Loài này thuộc chi Phrynarachne. Phrynarachne papulata aspera được Tord Tamerlan Teodor Thorell miêu tả năm 1895.